# Monti Yuecheng
I monti Yuecheng (Yuèchéng LǐngP), noti anche come Lǎo Shān Jiè (老山界), sono una catena montuosa che si trova al confine tra la provincia di Hunan e quella di Guangxi Zhuang Autonomous Region, della Repubblica Popolare di Cina.that lies on the border between Hunan Province and the Guangxi (regione autonoma Zhuang) della Repubblica popolare di Cina.
La catena fa parte dei monti Nanling nella Cina#La Cina centrale|Cina centrale.
I monti Yuecheng si sviluppano da nord-est a sud-est e hanno le più alte vette della catena dei Nanling, tra cui la più alta, il monte Kitten, di 2142 metri, il più elevato del Guangxi.